# Coppock-curve

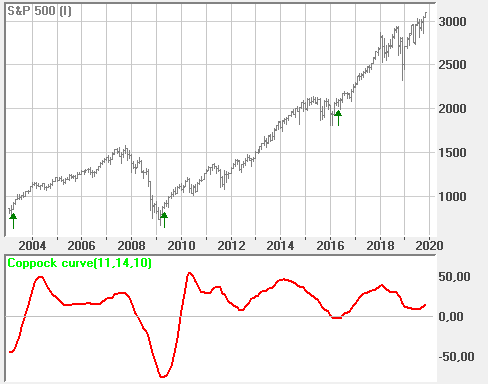
Coppock curve toegepast op maandkoersen van de S&P 500 index

De Coppock-curve of Coppock-indicator is een indicator in de technische analyse voor de langetermijn aankooptiming van aandelen, die is bedacht door de econoom Edwin Coppock. Hem werd begin jaren '60 door een kerkgenootschap gevraagd of hij een methode wist voor langetermijn koopkansen in aandelenmarkten. Edwin Coppock vroeg aan de bisschop van dit kerkgenootschap wat de gemiddelde periode van rouw was na een verlies. Volgens de ervaring van de bisschop was dat gemiddeld 11 tot 14 maanden. Coppock heeft deze periode als uitgangspunt genomen voor de lengte van een dalende markt. Na rond de 11 tot 14 maanden moest de bearmarkt (langdurige periode van daling) eindigen en een nieuwe stijging beginnen. 
De Coppock-indicator wordt berekend op basis van maandkoersen. De indicator wordt in sommige financiële media nog steeds gevolgd. De aankoopsignalen hebben een hoge betrouwbaarheid, maar worden slechts sporadisch gegeven; gemiddeld slechts enkele keren per decennium. 
De Coppock-indicator in zijn originele vorm geeft alleen aankoopsignalen en geen verkoopsignalen. Technisch gezien is het eenvoudig om de definitie voor een aankoopsignaal om te draaien naar een verkoopsignaal. Maar deze verkoopsignalen zijn minder betrouwbaar dan de aankoopsignalen.

## Berekening
De Coppock-curve is oorspronkelijk ontworpen voor gebruik met maandkoersen. Hij wordt berekend door een 14-maands Rate Of Change (ROC) op te tellen bij een 11-maands ROC, en deze af te vlakken d.m.v. een 10-maands gewogen Voortschrijdend gemiddelde (WMA). Formule: 
{\displaystyle {\text{Coppock}}={\text{WMA}}[10]{\text{ van }}({\text{ROC}}[14]+{\text{ROC}}[11])}
Aankoopsignaal
- Een koopsignaal treedt op wanneer de Coppockwaarde (C) kleiner is dan nul en de waarde van C de vorige maand kleiner is dan die van de maand daarvoor. Tevens dient C van de huidige maand groter te zijn dan de vorige maand. Hetgeen visueel overeenkomt met een gevormde bodem onder de nullijn.